# Pyrodox
Pyrodox, artiestennaam van Kelvin Bolink (Nijverdal, 24 januari 1995), is een Nederlands dj-producent. Hij werd bekend met de single "Dream about you" in samenwerking met Avedon en R&B-zanger Tank.

## Carrière
Pyrodox produceert verschillende muziekstijlen inclusief dance met focus op futurebass, trap, dubstep en house. Bolink heeft op verschillende labels muziek uitgebracht, zoals Mixmash Records en Spinnin' Records.  Hij bracht een 'running track' uit in samenwerking met Spotify en Spinnin' Records.

## Discografie
| Single                    | Jaar | Label            |
| ------------------------- | ---- | ---------------- |
| Bad Habit                 | 2014 | Trap and Bass    |
| Don't You Worry           | 2016 | Wolf Clan        |
| Reach For The Sky         | 2016 | Trap and Bass    |
| Never Let Me Go (ft. Ina) | 2016 | Mixmash Records  |
| Dust To Gold              | 2017 | Spinnin' Records |
| I'm Not Lost              | 2017 | Mixmash Records  |
| Dream About You           | 2017 | Kingpin Society  |